# ネアンデルタール人
ネアンデルタール人（学名：Homo neanderthalensis〈※後述〉、英: Neanderthal(s)、独: Neandertaler）は、約4万年前までユーラシアに住んでいた旧人類の絶滅種または亜種である   。
彼らは、大規模な気候変動  、病気 、またはこれらの要因の組み合わせによって絶滅したと考えられている。彼らは完全にヨーロッパの初期の現生人類に取って代わられたが、現生人類との混血があった。
名前は、1856年に初めて発見されたネアンデルタール1の発見地、ドイツのネアンデル谷(ドイツ語で、谷はタール)にちなむ。

## 概要
ネアンデルタール人がいつ登場したかは明らかではない。ネアンデルタール人がその祖先であるホモ・ハイデルベルゲンシスから分岐した時期が明らかになっていない。諸研究では、31万5000年前から80万年以上前までの様々な時期が示されている。
43万年前の骨で、最古のネアンデルタール人の可能性があるものも見つかっているが、そちらの分類はまだ不明である。ネアンデルタール人は多数の化石から、特に13万年前以降のものが知られている。ネアンデルタール1のタイプ標本は、1856年に現在のドイツのネアンデル谷クライネ・フェルトホッファー洞窟で発見された。
ネアンデルタール人は原始的で、愚かで、残忍な存在であると20世紀初頭の大部分を研究者たちは論じてきた。しかし、後年の研究により、ネアンデルタール人のDNAが現生人類に受け継がれていることが判明した等の事情で、ネアンデルタール人は死者を埋葬する高い知能と優しい心を有していた存在であったと科学者の間でのネアンデルタール人に対する認識が大きく変化している。一方で、進化していない原始人の原型のイメージは、大衆文化の中では依然として根強いものとなっている。
ネアンデルタール人の技術は非常に洗練されていたと考えられている。その中には、ムスティエ文化の石器産業 や、火を起こしたり 、洞窟の炉床を作ったり 、カバノキ属の樹皮から得られたタールの接着剤を作ったり、毛布やポンチョに似た簡単な衣服を作ったり、機織りをしたり、地中海を航海したり 、薬草を利用したり、重傷の治療をしたり、食べ物を保存したり、ロースト、煮沸、燻製などの様々な調理技術を利用したりする能力が含まれている。ネアンデルタール人は、主に有蹄哺乳類を中心に、その他の巨大動物（megafauna）、植物  、小型哺乳類、鳥類、水生・海洋資源など、多種多様な食料を利用していた。彼らは頂点捕食者であった可能性が高いが、それでもホラアナグマやホラアナライオン、ホラアナハイエナなどの大型捕食者と競合していた。鳥の骨や貝殻から作られた可能性のある装飾品、結晶や化石を含む珍しいオブジェクトのコレクション、彫刻、ディヴィジェベイブのフルートによって示された楽曲の作曲、65,000年以前に遡るスペインの洞窟画  などの表象的思考や旧石器時代の工芸の多くの例は、決定的ではないがネアンデルタール人に起因すると結論づけられている。宗教的な信念についてもいくつかの主張が行われている。ネアンデルタール人の言語の複雑さは不明であるが、おそらく明瞭に話すことができる可能性があった 。
現生人類に比べて、ネアンデルタール人はより頑丈な体格で、手足は比例して短くなっていた。研究者たちは、これらの特徴を寒冷地で熱を保つための適応だと説明することが多いが、ネアンデルタール人がしばしば生息していたより暖かく森林に覆われた風景の中での全力疾走のための適応だったのかもしれない。それにもかかわらず、彼らは特別な体脂肪の貯蔵や、暖かい空気に対する鼻の肥大化など、寒冷地特有の適応を持っていた（鼻は遺伝的浮動によって引き起こされた可能性もある）。ネアンデルタール人の平均的な男性の身長は165cm、女性の身長は153cmで、産業革命以前の現生人類に似ている。ネアンデルタール人の男性と女性の脳嚢の平均は、それぞれ約1,600 cm3 (98 cu in)と1,300 cm3 (79 cu in)で、これは現生人類の値の範囲内である。
ネアンデルタール人の総人口は少ないままで、弱毒な遺伝子を増殖させ、効果的な長距離ネットワークを形成することができなかった。それにもかかわらず、地域文化の証拠があり、それによって共同体間の定期的なコミュニケーションが行われていた 。ネアンデルタール人は洞窟を頻繁に訪れ、季節ごとに洞窟の間を移動していたのかもしれない。ネアンデルタール人は外傷率の高いストレスの多い環境で生活しており、約80％が40歳前に死亡している。2010年のネアンデルタール人ゲノムプロジェクトの報告書草案では、ネアンデルタール人と現生人類との交配の証拠が提示された  。おそらく31.6万 - 21.9万年前に発生したと思われるが、10万年前に発生した可能性が高く、6万5千年前以降に再び発生した可能性が高い。また、ネアンデルタール人は、シベリアの別の古人グループであるデニソワ人とも交配していたようである。ユーラシア人、オーストラロイド人、ネイティブアメリカン、北アフリカ人のゲノムの約1〜4％はネアンデルタール人の遺伝子であり、サハラ以南のアフリカの住民はネアンデルタール人の遺伝子を持っていないか、わずかに約0.3％のネアンデルタール人の遺伝子を持っている。全体としてはネアンデルタール人の遺伝子の約20％が今日でも現生人類に残存し機能している。ネアンデルタール人から受け継いだ遺伝子の多くは淘汰されたのかもしれないが、ネアンデルタール人の遺伝子移入は現代のヒトの免疫系に影響を与え   、他のいくつかの生物学的機能や構造にも関与しているように見えるが、その大部分は非コードDNAとみられている。

## 名称

### 学名と異説
発見当初からの支持され続ける学名は Homo neanderthalensis であり、日本語ではその音写形である「ホモ・ネアンデルターレンシス」が、標準和名「ネアンデルタール人」には遥かに及ばないとは言え、比較的広く通用している。また、ネアンデルとはドイツに位置する街のことであり、タールはドイツ語で谷を意味する。属レベルで同じとは言え、現生人類（英: Modern Humans）そのものを指す、あるいは現生人類が属する最小分類群（タクソン）である Homo sapiens（ホモ・サピエンス）とは、差異のかなり大きい種と見なされていた。ところが研究が進むと差異より共通性のほうがより多く認められることとなり、この化石人類と現生人類は亜種レベルで差異があるに過ぎないとの見解が登場し、この考え方を反映して想定された独自研究の名称として（Homo sapiens sapiens〈ホモ・サピエンス・サピエンス〉をタイプ亜種とする）Homo sapiens neanderthalensis（日本語音写形：ホモ・サピエンス・ネアンデルターレンシス）が現れた。ただし、異論も多い
。
本項では、学名を巡るこの問題を回避できることもあり、基本的には標準和名「ネアンデルタール人」を用いる。
ネアンデルタール人は代表的「旧人」と呼称されることもある。

### 名称の細分化
学術用語としては、ヴュルム氷期（en. ヨーロッパ大陸における最終氷期）の初期に限ってヨーロッパ大陸に生活していた旧人を指して、「古典的ネアンデルタール」または「ネアンデルタール人類」という細分化した名称で呼び分けることがある。一般に広く「ネアンデルタール人」の名で解説されるグループは、この範疇にある。
他方、それより以前の人類については、「早期ネアンデルタール」または「プレネアンデルタール人類」の名で総称されることがある。さらには、ヨーロッパ大陸以外の旧人（ソロ人〈en〉、馬壩人〈en〉、ローデシア人など）を指す用語として「ネアンデルターロイド」がある。命名の経緯はどうであれ、これらの名称「早期ネアンデルタール」「プレネアンデルタール人類」「ネアンデルターロイド」は進化段階を基準とした用語であり、生物学的単一種を意味しない。「進化」節も参照のこと。
現生人類（タイプ亜種と仮定した場合の学名：Homo sapiens sapiens）の誕生は約28万年前であるが、現生人類の直接の祖先のうち、25万年前以上前に活動・生息していた人類祖先も旧人段階にあったと考えられるため、ネアンデルタール人だけが「旧人」に該当するわけではない。ホモ・ヘルメイ、ホモ・ローデシエンシス、そしてホモ・サピエンス・イダルトゥ発生以前の「古代型サピエンス」も、旧人段階に該当する人類であると考えられる。また、広範な地域に分布していたネアンデルタール人は、個々の集団レベルで分布していたそれぞれの発見地の名前を冠した名称で呼ばれている。いくつか例を挙げるならば、典型的ネアンデルタール人と言えるベルギー出土の「スピー人（英称：Spy man）」を始め、フランス中部出土の「ラ・シャペル・オ・サン人（en. 英称：La Chapelle-aux-Saints man）」、クロアチア出土の「クラピナ人（cf.  英称：Krapina man）」、イラク出土の「シャニダール人（英称：Shanidar man）」、イスラエル出土の「アムッド人（cf.  英称：Amud man）」などが有名である。

## 近縁種との関係

### 現生人類との関係
かつて、ネアンデルタール人を現生人類（英: Modern Humans）の祖先とする説があった。しかし、遺骨（化石）から得られたミトコンドリアDNAの解析結果に基づき、現在ではネアンデルタール人は我々の直系先祖ではなく別系統の人類であるとする見方が有力である。両者の遺伝子差異は他の動物種ならば別種と認定されるレベルであり、ネアンデルタール人とホモ・サピエンスは混血できなかったとする考え方が有力であった。しかし、2010年5月7日の『サイエンス』に、われわれ現生人類のゲノムにネアンデルタール人の遺伝子が数パーセント混入しているとの説が発表された。また一部にはネアンデルタール人由来のDNAの断片が現代人にも40%程度残存していると主張する研究者もいる。

### 他の化石人類との関係
シベリアのアルタイ地方で発見されたデニソワ人はネアンデルタール人の兄弟種である可能性が高い。ただし、統計的分析ではゲノムの変化が大きすぎるため、未だゲノムが解析できていない初期人類とネアンデルタール人の混血によって生まれたのではないかということで、独立の種としてみなせないのではという議論もある。なお、同時代に生存していたインドネシアのフローレス島で発見されたフローレス人はホモ・エレクトスである可能性が高い。

### サピエンス種とネアンデルタール人の進化系統
sapiens 種とネアンデルタール人は、進化において同じ系統群（クレード）に属している。先述したとおり、ネアンデルタール人を sapiens 種からの派生種と見なすのが世界の定説であるが、一方で、ネアンデルタール人を sapiens 種の1亜種と見なす考え方が一部にはある。
この「クレード（系統群）Homo sapiens」における進化と絶滅の経緯は次のとおりである、
約16万年前の更新世東アフリカにて、既知で最初の sapiens 種と考えられる Homo sapiens idaltu（ホモ・サピエンス・イダルトゥ、ヘルト人）が誕生する。この種から約40万年前にネアンデルタール人が分岐した。「約16万年前に出現した種から約40万年前に出現した種が分岐した」というのは矛盾であるが、ネアンデルタール人を生んだのは H. s. idaltu の祖先ということかも知れない。ネアンデルタール人を派生種と見なす場合、その学名は Homo neanderthalensis（ホモ・ネアンデルターレンシス）である。。一方で、sapiens 種の1亜種と見なす場合には、その学名は Homo sapiens neanderthalensis（ホモ・サピエンス・ネアンデルターレンシス、ネアンデルタール人）である。。約50 - 40万年前になると H. s. idaltu から1亜種 Homo sapiens Altai（ホモ・サピエンス・アルタイ、デニソワ人）が分岐した。そして、約28万年前になると H. s. idaltu から遂に Homo sapiens sapiens が1亜種として分岐した。その後、H. s. Altai の生存は確認できず、H. s. idaltu も10万年前までに姿を消した。ネアンデルタール人（派生種説では H. neanderthalensis、亜種説では H. s. neanderthalensis）は約2万数千年前まで生き延びていたが、結局は絶滅し、その結果、sapiens 種の系統群は最後に現れた H. s. sapiens という1亜種だけが生き残った。
なお、sapiens 種が1亜種のみとなった後も、sapiens 種以外の人として系統群不明の種がまだ複数存在したが、彼らも1万年前頃までには全て絶滅してしまった。既知で最も遅くまで生存していたのは馬鹿洞人で、彼らが絶滅して以降、H. s. sapiens は、人類史上唯一の生き残りとなった。

## 研究史

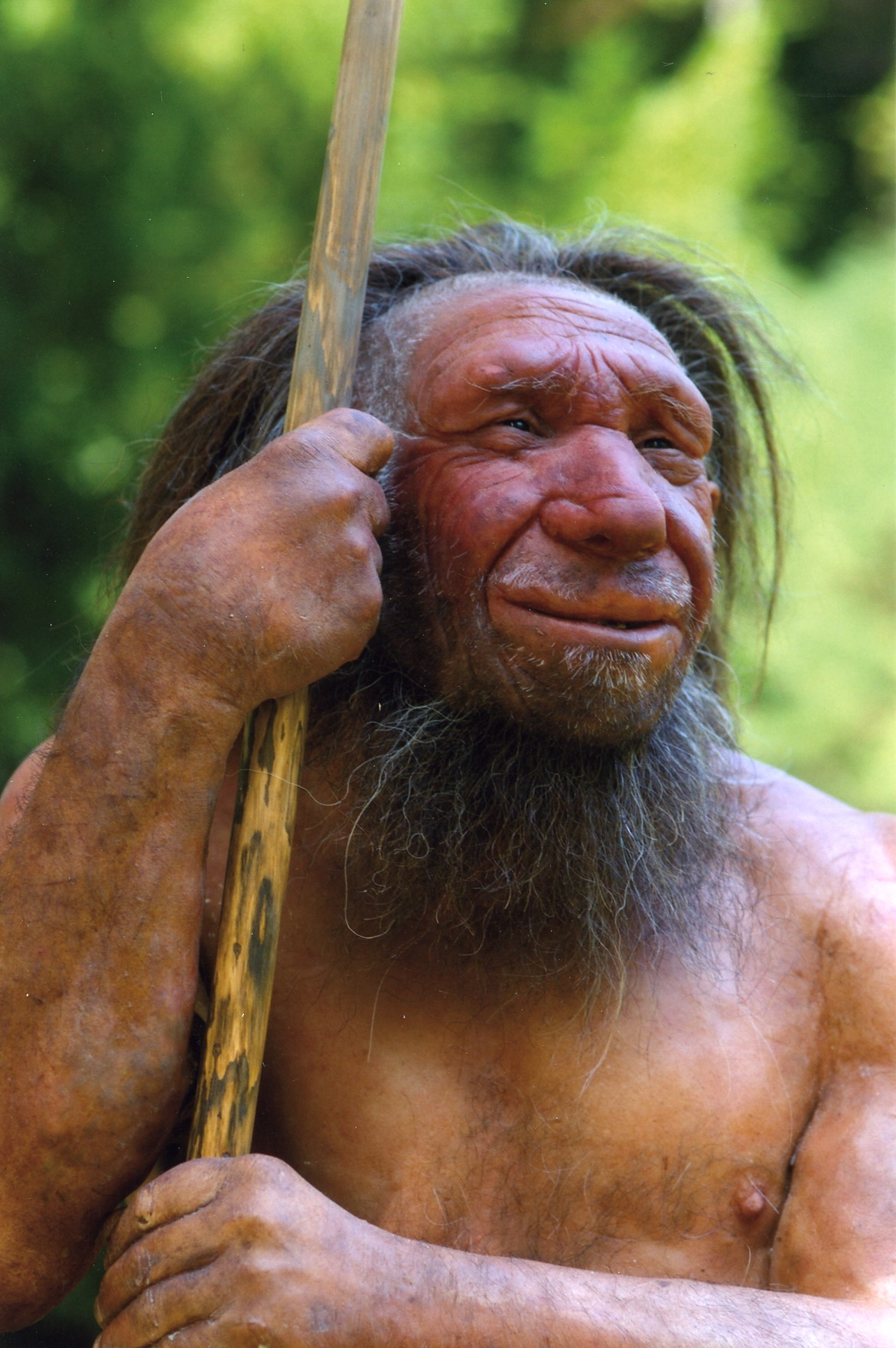
ネアンデルタール博物館での展示

### 発見
最初に発見されたネアンデルタール人類の化石は、1829年にベルギーのアンジスで発見された子供の頭骨である。1848年にはスペイン南端のジブラルタルからも女性頭骨が見つかっている。しかしこれらの古人骨が発見された当時は、その正体はわからないままであった。
最初に科学的研究の対象となったネアンデルタール人類の化石が見つかったのは1856年で、場所はドイツのデュッセルドルフ郊外のネアンデル谷 (Neanderthal) にあったフェルトホッファー洞窟であった。これは石灰岩の採掘作業中に作業員によって取り出されたもので、作業員たちはクマの骨かと考えたが念のため、地元のギムナジウムで教員を務めていたヨハン・カール・フールロットの元に届けられた。フールロットは母校であるボン大学で解剖学を教えていたヘルマン・シャーフハウゼンと連絡を取り、共同でこの骨を研究。1857年に両者はこの骨を、ケルト人以前のヨーロッパの住人のものとする研究結果を公表した:217-219。ちなみにこの化石は顔面や四肢遠位部等は欠けていたが保存状態は良好であり、低い脳頭蓋や発達した眼窩上隆起などの原始的特徴が見て取れるものである。

### ウィルヒョーらによる批判と進化論の登場
フールロットとシャーフハウゼンによる研究は多くの批判に晒された。ボン大学のオーギュスト・マイヤーはカルシウム不足のコサック兵の骨ではないかと主張し、病理学の世界的権威であったベルリン大学のルドルフ・ルートヴィヒ・カール・ウィルヒョーもくる病や痛風にかかって変形した現生人類の老人の骨格と主張した。
しかし1858年から1859年にかけて、アルフレッド・ラッセル・ウォレスとチャールズ・ダーウィンが進化論を発表すると、問題の古人骨も進化論の視点から再検討された。1861年にはフールロットとシャーフハウゼンによる論文が英訳され、1863年にはトマス・ヘンリー・ハクスリーが自著においてこの古人骨を類人猿とホモ・サピエンスの中間に位置づける議論を行った。1864年にはゴールウェイのクイーンズカレッジ（現在のアイルランド国立大学ゴールウェイ校）で地質学を教えていたウィリアム・キングがこの古人骨に「ホモ・ネアンデルターレンシス (Homo neanderthalensis)」 の学名を与えた。
1901年から1902年にかけては、当時シュトラスブルク大学で教鞭を執っていたグスタフ・アルベルト・シュワルベ (Gustav Albert Schwalbe, M.D.) がジャワ原人とネアンデルタール人との比較研究を行い、ネアンデルタール人をホモ・サピエンスの祖先とする論文を発表した:218-220。

### 研究の進展
20世紀前半には、ネアンデルタール人類の完全に近い骨格化石がフランスのラ・シャペローサン、ラ・フェラシー、ラ・キーナその他ヨーロッパ各地から幾つも発見されて彼らの形質が明らかになった。それとともに、彼らとホモ・サピエンスとの関係が議論されるようになった。
ラ・シャペローサン出土の完全骨格を調査したフランスのマルセラン・ブールは1911年から1913年にかけての論文で、ネアンデルタール人類は現生人類と類人猿との中間の特徴を持ち、曲がった下肢と前かがみの姿勢で歩く原始的な人類（原始人）とした。ブールはシュワルベとは異なり、ネアンデルタール人をホモ・サピエンスの祖先とは考えない立場を採った。また、脳は大きいが上下につぶれたように低いので知能も低く、野蛮で獣的であるとの説も広まった。
1929年から1933年にはイスラエルのカルメル山にあるナハル・メアロットの洞窟群でネアンデルタール人類とホモ・サピエンスの中間的な形質のある化石人骨が次々に発見された。第二次大戦後にはラ・シャペローサン人の化石が再検討され、類人猿的とされた特徴は老年性の病変もしくは先入観による誤認であることが明らかとなった:214-215。
1951年から調査が始まったイラクのシャニダールでは、発掘されたネアンデルタール人類の第4号骨格の周辺の土をラルフ・ソレッキが調査したところ、少なくとも8種類の花の花粉や花弁が含まれるとの結果が出た。ソレッキはこの結果を、遺体に献花されたものであると解釈した。しかしながら、この解釈に対しては異論も提出されており、ネアンデルタール人が仲間の遺体に花を添えて埋葬したのかどうか、はっきりとした結論は出されていない:224-225。

### 単一起源説の登場と分子生物学における研究
ネアンデルタール人をホモ・サピエンスの祖先と見る立場の場合、ネアンデルタール人からホモ・サピエンスへの進化は世界各地で行われたと考える（多地域進化説）。これに対し、ウィリアム・ハウエルズ (William White Howells) は1967年の著書Mankind in the makingにおいて、単一起源説を主張し、ネアンデルタール人はホモ・サピエンスの祖先ではないとした:228。
1997年にはマックス・プランク進化人類学研究所のスヴァンテ・ペーボらがフェルトホッファー洞窟で見つかった最初のネアンデルタール人の古人骨からDNAを抽出し、ホモ・サピエンスとの関係を検討した研究を発表。ネアンデルタール人をホモ・サピエンスの祖先とする立場は否定された。

## 生物学的特徴

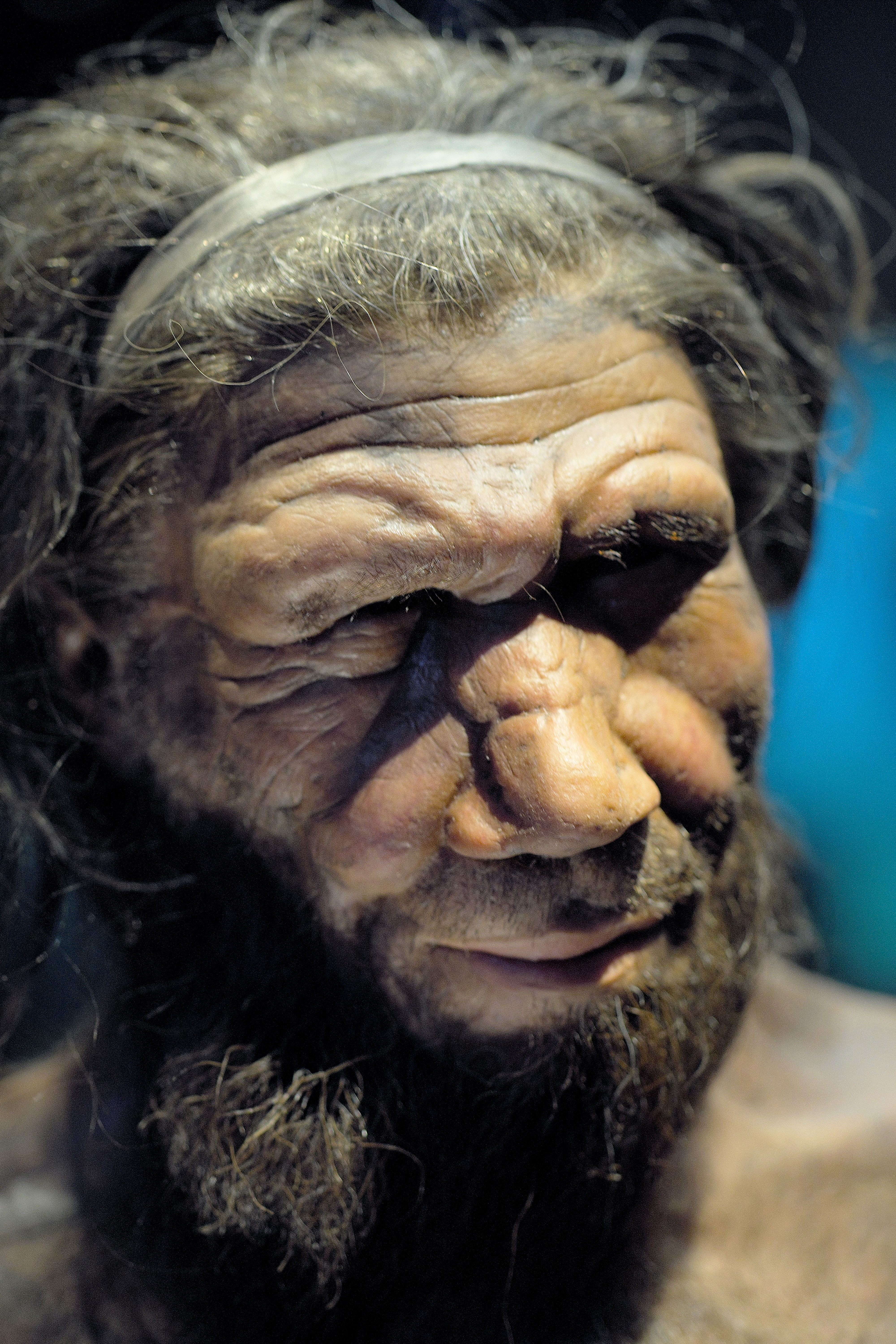
ロンドン自然史博物館の復元模型

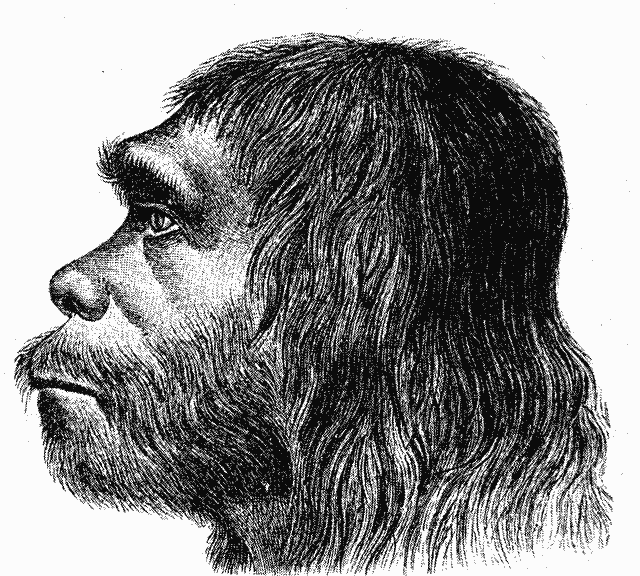
1888年時点の最初期の復元図

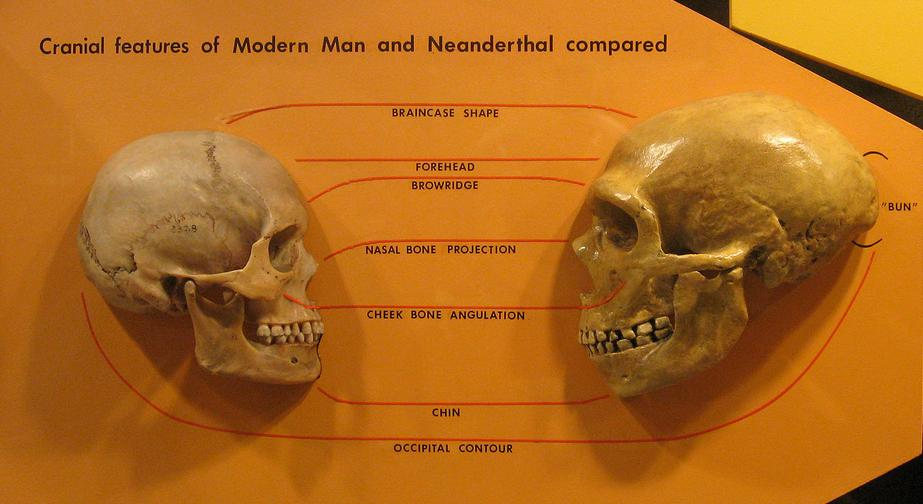
現生人類（左）とネアンデルタール人（右）の頭蓋骨の比較写真

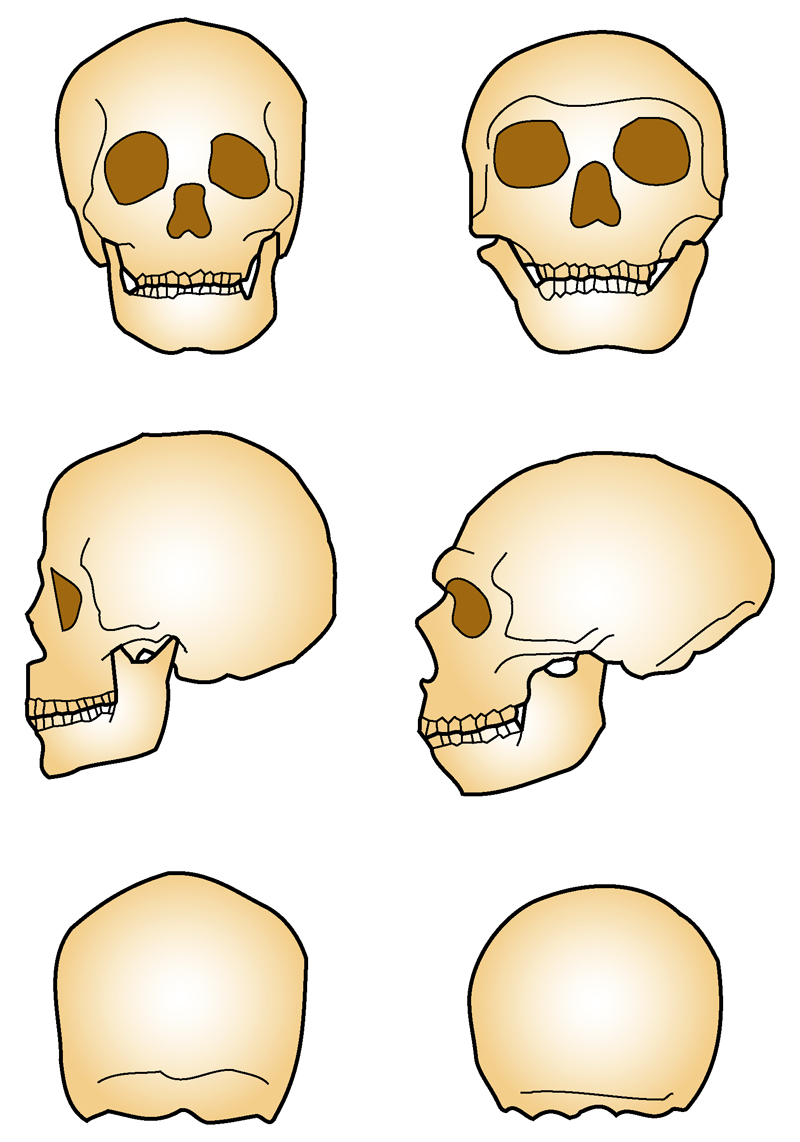
現生人類（左）とネアンデルタール人（右）の頭蓋骨の比較図

典型的なネアンデルタール人類の骨格は、上記のラ・シャペローサンからほとんど完全な老年男性のものが発見されたほか、西アジアや東欧からも良好な化石が出土している。それらに基づくネアンデルタール人類の特徴は次のようなものである。
- ネアンデルタール人の脳容量は現生人類より大きく、男性の平均が1600 cm3あった（現生人類男性の平均は1450 cm3）。しかし、頭蓋骨の形状は異なる。脳頭蓋は上下につぶれた形状をし、前後に長く、額は後方に向かって傾斜している。また、後頭部に特徴的な膨らみ（ネアンデルタール人のシニョン）がある。
- 顔が大きく、特に上顔部が前方に突出して突顎である。鼻は鼻根部・先端部共に高くかつ幅広い。これらの形質に呼応して上顔部は現生人類のコーカソイドと同じか、さらに立体的（顔の彫が深い）である。顔の曲率を調べる方法の一つとして「鼻頬角（びきょうかく）」があり、これは左右眼窩の外側縁と鼻根部を結ぶ直線がなす角度で、コーカソイドで136度から141度であり、モンゴロイドでは140度から150度であるが、ネアンデルタール人類では136.6度であった。他に、眉の部分が張り出し、眼窩上隆起を形成している。また、頤（おとがい）の無い、大きく頑丈な下顎を持つ。
- 現生人類と比べ、喉の奥（上気道）が短い。このため、分節言語を発声する能力が低かった可能性が議論されている。
- 四肢骨は遠位部、すなわち腕であれば前腕、下肢であれば脛の部分が短く、しかも四肢全体が躯体部に比べて相対的に短く、いわゆる「胴長短脚」の体型で、これは彼らの生きていた時代の厳しい寒冷気候への適応であったとされる（アレンの法則）。
- 男性の身長は165cmほどで、体重は80kg以上と推定されている[91]。骨格は非常に頑丈で骨格筋も発達していた。
- 成長スピードはホモ・サピエンスより速かった。ただし寿命、性的成熟に至る年齢などは、はっきりとしない。1歳2ヶ月ほどで乳離れをしており、出産間隔も短かったとの説がある[92]。2017年、スペイン国立自然科学博物館などが発表した論文によれば、ネアンデルタール人は成長速度が早かったのではなく、成長期が長かった可能性があるという説を唱えた。おそらく12歳ほどと思われるネアンデルタール人の少年の頭蓋骨を調べたところ、この少年の脳の重さは、成人ネアンデルタール人の87.5%ほどであったという。12歳時点のホモ・サピエンスの脳の重さは、大人の95%ほどになっているとされる。この事から、ネアンデルタール人は成長期がホモ・サピエンスよりも長くなっており、大きな頭蓋骨を持つに至った理由とされる[93]。

以上のような相違点はあるものの、遠目には現生人類とあまり変わらない外見をしていたと考えられている。また、思春期に達して第二次性徴が現われるまではネアンデルタール人としての特徴はそれほど発現せず、特に女性の場合には（ネアンデルタール人類に限らず、現生人類を含む全ての進化段階で）形質の特殊化が弱いと考えると、我々現生人類はネアンデルタール人から見て幼児的・女性的に見えたかもしれないとも指摘されている。
その他、高緯度地方は日射が不足するため黒い肌ではビタミンDが不足してしまうこと、およびDNAの解析結果より、ネアンデルタール人は白い肌で赤い髪だったとの説がある。

## 文化

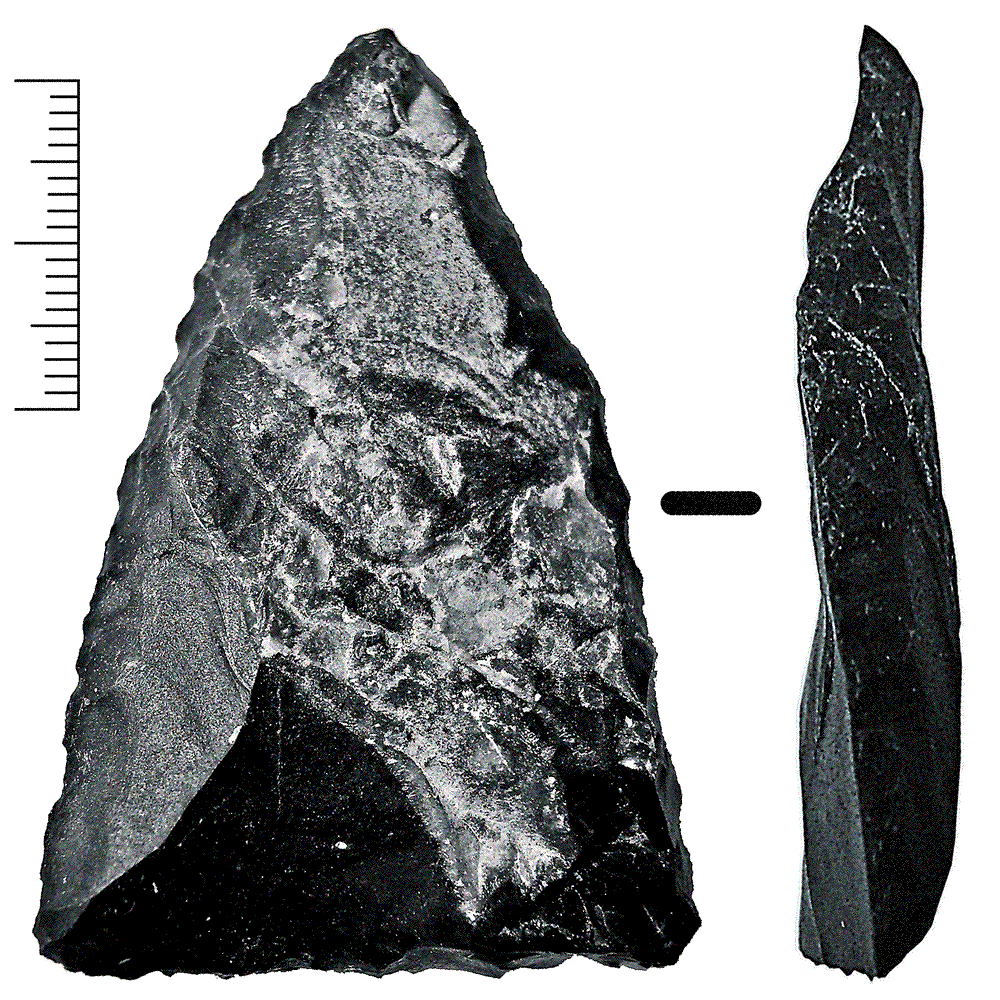
ネアンデルタール人の石器

彼らの文化はムステリアン文化と呼ばれ、旧石器時代に属している。
ネアンデルタール人の生息年代や生息地域が広大であることから、本項で説明する内容は必ずしも全ての時代・地域で共通してみられる文化であることを意味しない。

### 人口
これまで数千もの標本が発見されてはいるが欧州大陸での総人口は多くても6千人ほどで、
地球全体でも人口が2万人を超えることはほとんどなかったと思われる。

### 石器
ネアンデルタール人は、主にルヴァロワ式と呼ばれる剥片をとる技術を利用して石器を制作していた。フランソワ・ボルドは石器を60種類ぐらいに分類しているが、実際の用途は非常に限られていて、狩猟用と動物解体用に分類できる。左右対称になるよう加工されたハンドアックス（握斧）や、木の棒の先にアスファルトで接着させ穂先とし、狩りに使用したと考えられている石器などが発見されている。

### 住居
洞窟を住居としていたと考えられることが多い。洞窟からはネアンデルタール人の人骨だけでなく、哺乳類の骨が多く見つかっている。遺跡で見つかる骨が四肢に偏っているのは、狩猟の現場で解体し、大腿部などを選択的に持ち帰ったと考えられる。海岸近くの遺跡では食用にならない程小さな貝が見つかることもあり、これはベッドに用いられた海草についていたのではという説がある。また遺跡からは炉跡が多く見つかっており、火を積極的に利用していたと考えられているが、特定の場所を選択的に炉として利用していなかった。

### 埋葬
ネアンデルタール人は、生活の場と埋葬の場を分けるということをしていなかったようだが、遺体を屈葬の形で埋葬していた。1951年から1965年にかけて、コロンビア大学教授R・ソレッキーらの研究チームはイラク北部のシャニダール洞窟の調査で、ネアンデルタール人の化石とともに、ノコギリソウや、ヤグルマギクなど数種類の花粉を大量に発見した。量の多さとこれらの花が現代当地において薬草として扱われていることから、ソレッキー教授らは「ネアンデルタール人には死者を悼む心があり、副葬品として花を遺体に添えて埋葬する習慣があった」との説を唱えた。
ただし、この説には
- 開花時期が異なる花の花粉が混在している。
- 花粉はあっても花びらや茎の痕跡が見られない。

という疑問点がある。このためリヴァプール・ジョン・ムーア大学による再調査を経て2023年8月に「副葬品ではなく地中に営巣するハチによって集められたもの」という説が唱えられている。

### 芸術
芸術や美術については確かな証拠がない。なお、切歯が大きく磨り減っていることから、歯で噛むことで動物の皮をなめして防寒用のコートを作るなど、服飾文化を持っていたとの仮説もある。またフランスの遺跡からはシカやオオカミの歯を利用した、ペンダント状のものが発掘されている（正確な用途は不明）。またショーヴェ洞窟の洞窟壁画を、その年代からネアンデルタール人の作品であるとし、最後期のネアンデルタール人は芸術活動が行われていたと考える研究者も存在する。70か所以上の洞窟遺跡から、さまざまな色の鉱物顔料が見つかっている。
近年、6万5000年以上前に描かれたスペインのラパシエルガ洞窟の壁画が発見され、ネアンデルタール人が芸術活動を行っていたという見方が強まっている。現生人類がヨーロッパに到達したのは、約4万5000年前と見られており、この時期のスペインにはまだいなかったとされる。2018年2月22日付けのサイエンスに発表された論文によれば、スペインのラ・パシエガ洞窟の他、マルトラビエソ洞窟、アルダレス洞窟で、同じく6万5000年前にネアンデルタール人が描いたと思われる壁画が見つかった。また、彩色した貝殻を宝飾品として使っていたという。なお、これらの芸術は抽象的な模様のみが見つかっており、動物や人など実際の対象を描く具象芸術については、まだ明確な証拠はない。ただ、動物を描いた壁画のうち、まだ年代が特定されていないものがいくつかあり、それらがネアンデルタール人によって描かれた可能性はあるという。
リスボン大学の João Zilhão 教授は、ネアンデルタール人はスペインの洞窟に基づいて、シンボルを使用し、抽象的に考える能力を持っていたと述べました。

### 食と活動
外耳道外骨腫が高頻度で発症していたことが、2019年にセントルイス・ワシントン大学の古生物学者エリック・トリンカウスらが発表した論文で報告された。

### 食人行為
この他、調理痕のある化石が発見されたことから、ネアンデルタール人には共食いの風習があったと考えられている。一方、反対意見として、埋葬に当たっての儀礼的な肉剥ぎ（excarnationまたはdefleshing）ではないかとする説もある。2016年12月にエレーヌ・ルジェ率いる国際研究チームはベルギーのゴイエ洞窟で切断された痕跡がある人骨を発見し、洞窟に居住していたネアンデルタール人が骨髄を取り出すために人骨を粉砕するなど食人行為をしていたと結論付けた。

### 火の利用
前期旧石器時代のホモ・エレクトスが火を使っていたかどうかについては異論を唱える学者もいる。しかし、中期旧石器時代のネアンデルタール人が火を使っていたことに関しては異論が少ない。
ネアンデルタール人による火の使用の跡はいくつも見つかっている。例えばフランスのドルドーニュ県XVI洞窟からは、乾燥した地衣類を燃料に使った6万年前の炉の跡が見つかっている。また、ブリュニケル洞窟からは少なくとも4万7600年前の炉の跡が見つかっている。
ただ、ネアンデルタール人が実際に火を起こす方法を知っていたのかどうかについては、論争がある。ある説では、ネアンデルタール人は、自ら火を起こす方法は知らず、落雷や山火事など、自然の要因によって生じた火を利用していたとする。一方、ネアンデルタール人の道具には、削れた燧石が含まれているという調査もあり、この燧石と黄鉄鉱や白鉄鉱を打ち合わせて火花を飛ばし、火を起こせたとする研究結果もある。

### 家畜
人類史上初めて家畜を持ったのはネアンデルタール人かも知れない。ただ、根拠となっている遺物は可とも不可とも言い難い決め手を欠くもので、1983年に発表されて以来、長らく物議を醸したままになっている。
イヌ（犬）の家畜化が行われた時期と地域については様々な説が唱えられているが、最も古い時期を推定するのは分子系統学的知見に基づく学説で、紀元前98000年（100000年前）を超えた過去にまで遡り得る。この時期に活動していた知能の高い人類は、現生人類やネアンデルタール人、その他の旧人類がおり、これらの候補者のうちの誰かが家畜化を成し遂げた可能性のあることを示唆している。また、考古学的知見では、シリアのドゥアラ洞窟（Douara Cave. シリア砂漠にある中期旧石器時代の洞窟遺跡）にある紀元前33000年前（約35000年前、ムスティリアン期）のネアンデルタール人（ネアンデルタール人類）の住居跡から1974年の発掘調査で出土した“オオカミでもジャッカルでもなく、イヌにしか見えない、小さなイヌ科動物の成獣らしき個体の下顎骨”が、“人類史上最古の家畜化の証拠”かも知れない遺物である。件の獣骨は、イギリスの動物考古学者セバスティアン・ペインによる1974年の発掘調査で出土したもので、1983年に分析・発表された。もっとも、多くの学説はやはり現生人類の手で成し遂げられたと主張している。

## 進化
ネアンデルタール人の最も古い化石は中部更新世から発見されており、シュタインハイム人、サッコパストーレ人、エーリングスドルフ人その他幾つかが知られている。これらは時代的には典型的な後期ネアンデルタール人より早い時代に出現したという意味で「早期ネアンデルタール人」と呼ばれる。時代が古いため、一面では原始的であり、脳容量が小さく、眼窩上隆起が発達するなどの特徴があるが、一方で後に出現したネアンデルタール人よりホモ・サピエンスに共通する特徴が多い。すなわち、頭骨は丸みを帯びて後期のネアンデルタール人より頭高が高く、額のふくらみも発達し、更に上顎骨には犬歯窩が存在する（犬歯窩はホモ・サピエンスになって初めて現れる形質）。
このように、早期ネアンデルタール人には後期ネアンデルタール人よりも進化していたとさえ言える特徴があり、大きな謎とされていた。現在では、ネアンデルタール人は下部洪積世にホモ・サピエンスと分岐したとされているので、かつて早期ネアンデルタール人の進歩的特長と言われた部分はホモ・サピエンスの祖先と分かれて間もない頃の、双方に共通する特徴が残っているものだと考えられている。また、彼らの化石は大部分が女性のものと思われるので、性差により進歩的に見えているとも、犬歯窩と見えるのは土圧による変形に過ぎないとする説もある。
1999年にポルトガルで、そして2003年にルーマニアで発見された化石の骨格が新旧人双方の特徴を備えていたことから、新旧人の混血説を主張するグループが現われ、議論を呼んでいる。これに対して、ワシントン大のアラン・テンプルトンらは、従来のミトコンドリア遺伝子などの単一の部分だけを調査して決定づける方式ではなく、10か所の遺伝子を調査したところ、混血しているとの結果を導き出している。なお、ミトコンドリアDNAは母系のみで遺伝する。

## 絶滅
ネアンデルタール人の生存は約2万数千年前を最後に確認できないが、絶滅の原因ははっきりとは分かっていない。クロマニョン人との暴力的衝突によって絶滅したとする説、獲物が競合したことによって段階的に絶滅へ追いやられたとする説、身体的・生理的な能力で差をつけられ、衰退していったという説、混血を重ねたことで急速に吸収されてしまったとする説、あるいはそれらの説の複合的要因とする説など、様々な学説が唱えられている。学者によっては「現代まで生存できず、絶滅のほうの道をたどってしまった方が不思議だ」、「服装さえ現代人と同じであれば現代の大都市を歩いていても誰も変に思わない」とも唱える者もいる。
旧来、約3万年前に姿を消したと考えられていたネアンデルタール人であるが、2005年、イベリア半島南端のジブラルタル沿岸のサファイラ洞窟内部から、ネアンデルタール人が使っていた特徴のある石器類や、火を利用していた痕跡が見つかった。この遺跡は、放射性炭素による年代分析で約2万8000 - 2万4000年前のものと推定された。このことから、他の地域から姿を消した後も、少なくともイベリア半島においては、ネアンデルタール人は生き残っていたと考えられている。これにより、「ネアンデルタール人は約3万年前に絶滅した」という旧説はわずかに修正されることになった。さらに、2014年8月20日、『ネイチャー』に「ネアンデルタール人の絶滅は約4万年前であった」とする学説が掲載された。しかも約4万5千年前から現在のヨーロッパで現生人類と文化・技術的にも共存・交流しており、混血もしていたという。この説は旧来の諸説より古い時期に絶滅したとしているが、精度が高い分析を行ったと著者は強調している。
テキサス大学アーリントン校の人類学者ナオミ・クレッグホーンは、コーカサス山脈や現在のイタリアにあたる地域で約4万年前に起きた複数の噴火が、絶滅の要因となったと説明している。環境的要因は以前より指摘されていたが、クレッグホーンによれば、複数の火山の噴火が続いたうえに、ヨーロッパでは過去20万年間で最悪とされるフレグレイ平野（現在のナポリの近く）での大噴火 (cf. Campanian volcanic arc) が起きたことから、その多くがヨーロッパ大陸にいたネアンデルタール人は食糧不足に見舞われるなど、壊滅的打撃を被ったという。一方、現生人類の多くは主にアフリカやアジアに住んでいたため、絶滅するほどの影響は免れたのだという。

## 現生人類との混血
2010年5月7日の『サイエンス』誌に、アフリカのネグロイドを除く現生人類の核遺伝子には絶滅したネアンデルタール人類特有の遺伝子が 1 - 4 %混入しているとの研究結果が発表された。これは、現生人類の直系祖先が出アフリカした直後、すなわち 約12万〜約5万年前の中東地域にすでに居住していたネアンデルタール人類と接触し混血したこと、その後ヨーロッパやアジアなど世界中に拡がった現生人類は約3万年前に絶滅したネアンデルタール人の血を数パーセント受け継いだことが明らかになった。
さらに2014年の研究では、現生人類がネアンデルタール人と中東地域で混血したのは今から6万年くらい前のこととしている。ネアンデルタール人からの混入遺伝子は、現生人類の皮膚・爪・髪の形成など繁殖に重要でない遺伝子部分に細分化されて多く残っており、白っぽい皮膚、金髪や赤毛、青い目などといったいくつかのコーカソイド的特徴や、インフルエンザウィルス耐性などは、ネアンデルタール人から受け継いだ可能性が高いとしている。
混血の子供は現生人類集団のみが育てたのか、すなわち絶滅してしまったネアンデルタール人に対する現生人類遺伝子の混入もあったのかどうか。これについては、ネアンデルタール人集団が短期間に消滅したためにあまり分かっていないが、アルタイ山脈で発見され、2014年に解析されていたネアンデルタール人女性の再分析でそのDNAに現生人類のDNAが混入していたという2016年の発表もある。また、ネアンデルタール人女性が交配して遺伝子が移入した場合はネアンデルタール人男性が交配した場合と違ってX染色体が他の染色体と大体同様の比率で移入するはずであるが（女性がXXで男性がXYであるため）、そうなっていないため、ネアンデルタール人の男性と現生人類の女性の混血が多かったと想定されている。もっとも、現代に伝わるだけ大規模な混血であるので、数人規模の混血ではない。
また、アルタイ山脈のデニソワ洞窟遺跡で発見されたデニソワ人はネアンデルタール人の兄弟種にあたり、現生のアジア民族、特にポリネシア人やメラネシア人にはデニソワ人遺伝子も混入しているとの研究が、2010年12月に発表されている。ただし、この洞窟ではネアンデルタール人の骨も発見されているため、別系統の人類とネアンデルタール人の混血の可能性を指摘する声もあることに留意すべきである。また、2018年8月22日に科学誌『ネイチャー』に発表されたデニソワ洞窟で見つかった約9万年前の少女の骨のDNA分析結果は、この少女の母はネアンデルタール人で父はデニソワ人であるとしている。ネアンデルタール人・デニソワ人・現生人類の間のこのような遺伝子交換現象からは、兄弟種間の混血が通常の行為であった可能性も考えられる。
上記論文以降、アフリカ人のDNAにはネアンデルタール人の遺伝子は含まれていないとされてきたが、アフリカ人のDNAにもネアンデルタール人の痕跡がわずかに残っているとする研究論文が2020年1月30日刊行の学術誌に掲載された。発表した米プリンストン大学の研究者らは新たな計算手法に基づき、アフリカの現生人類もネアンデルタール人のDNAをわずかに保有しているとの結論を導き出した。これで地球上のすべての地域の現生人類からネアンデルタール人のDNAが見つかったこととなり、アフリカを起源とする現生人類が世界の他地域へ一方的に伝播していったとする従来の学説に疑問符が付く可能性が出てきた。「出アフリカ」と呼ばれるこの移動は6〜8万年前に起きたとされるが、研究を主導したプリンストン大学のジョシュア・エイキー教授は、それよりもずっと以前の20万年近く前にもアフリカを離れた現生人類がおり、欧州でネアンデルタール人と交わったのちこのグループがアフリカに帰ったことで、ネアンデルタール人の痕跡がアフリカ人にもたらされたのではないかとの見解を示した。